# Emeroleter
|  | Dieser Artikel wurde aufgrund von formalen oder inhaltlichen Mängeln in der Qualitätssicherung Biologie im Abschnitt „Paläontologie“ zur Verbesserung eingetragen. Dies geschieht, um die Qualität der Biologie-Artikel auf ein akzeptables Niveau zu bringen. Bitte hilf mit, diesen Artikel zu verbessern! Artikel, die nicht signifikant verbessert werden, können gegebenenfalls gelöscht werden. Lies dazu auch die näheren Informationen in den Mindestanforderungen an Biologie-Artikel. |

 Emeroleter  ist eine Gattung relativ kleiner Parareptilien aus der Familie der Nycteroleteridae. Vertreter dieser Gattung sind fossil für das Wuchiapingium des oberen Perms im europäischen Russland nachgewiesen.

## Merkmale
Emeroleter erreichte eine Körperlänge von rund 30 Zentimetern. Seine Gliedmaßen waren grazil und von schlanken Karpal- und Fußwurzelelementen gekennzeichnet. Nach den bisher ausgegrabenen Fossilien kann davon ausgegangen werden, dass der Schwanz kurz und grazil war. Auf dem Schädel von Emeroleter finden sich kleine, runde, gleichmäßig verteilte Gruben und Supratemporale, welche posterolateral in breite Hörner münden.